# Холостячки
«Холостячки» (англ. Bachelorette) — американский кинофильм, снятый Лесли Хэдланд, с Кирстен Данст, Айлой Фишер, Лиззи Каплан и Ребел Уилсон в главных ролях. Фильм снимался летом 2011 года в Нью-Йорке, а его премьера состоялась 23 января 2012 года на кинофестивале «Сандэнс». В начале августа, до официальной премьеры в кинотеатрах, фильм был выпущен на ITunes, где занял первое место в списке наиболее покупаемых фильмов. 7 сентября 2012 года фильм был выпущен в ограниченный прокат в США и получил в основном смешанные отзывы от критиков.

## Сюжет
В центре сюжета находятся три подружки невесты, которые готовят свадьбу для Бекки, их бывшей и толстой одноклассницы, над которой они издевались в средней школе. Троица не в восторге, что их бывшая толстая подруга выходит замуж раньше их, и из-за этого совершает ряд опрометчивых поступков на девичнике за день перед свадьбой.

## В ролях
- Кирстен Данст — Рэган
- Айла Фишер — Кэти
- Лиззи Каплан — Джена
- Ребел Уилсон — Бекки
- Джеймс Марсден — Тревор
- Адам Скотт — Клайд
- Кайл Борнхеймер — Джо
- Арден Майрин — Мелисса
- Эндрю Рэннеллс — Мэнни